# اوگاساوارامورا

نقشهٔ جزایر اُوگاساوارا مورا

جزایر اوگاساوارا مورا (به ژاپنی: 小笠原村 Ogasawara) به ۳۰ جزیرهٔ پراکنده در اقیانوس آرام که تعلق به کشور ژاپن دارد، گفته می‌شود. در بین این جزایر تنها در دو جزیرهٔ چیچی جیما و هاها جیما مردم ساکن هستند. از نظر طبیعت‌گردی این جزایر مورد علاقهٔ طبیعت گردان قرار دارند. این جزایر شرقی‌ترین و جنوبی‌ترین نواحی ژاپن را تشکیل می‌دهند و از نظر اداری جزئی از روستاهای توکیو محسوب می‌شوند.

## نگارخانه

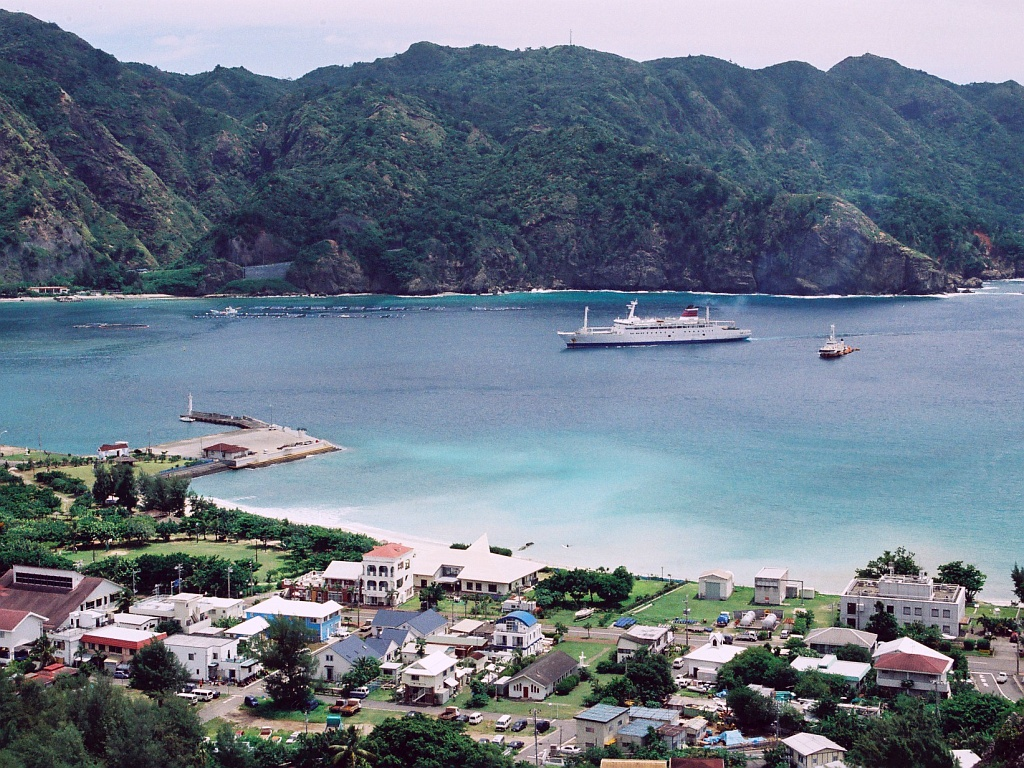
جزیرهٔ چیچی جیما یکی از دو جزیره مسکونی از جزایر اوگاساوارا